# BMC・ADO17

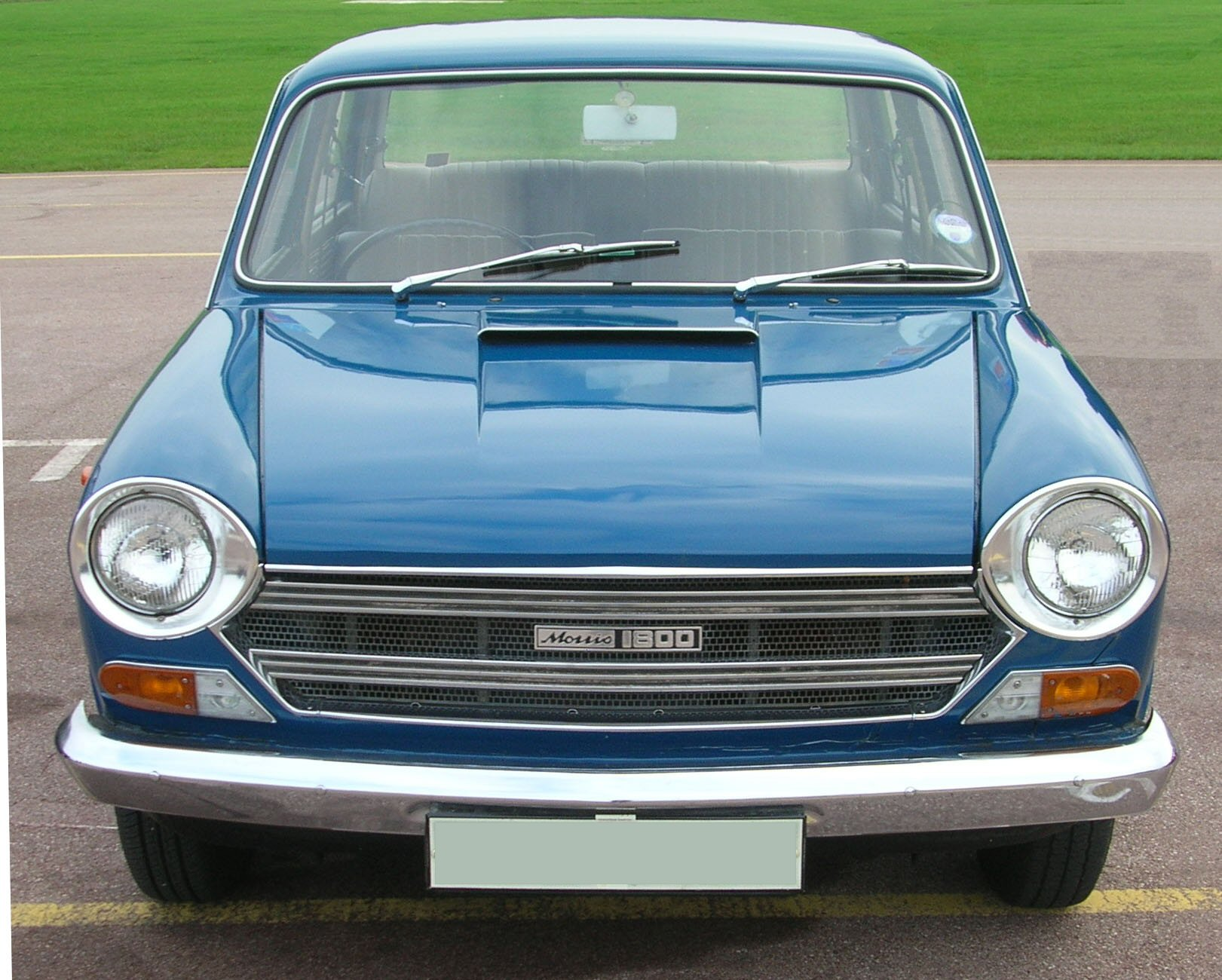
モーリス・1800

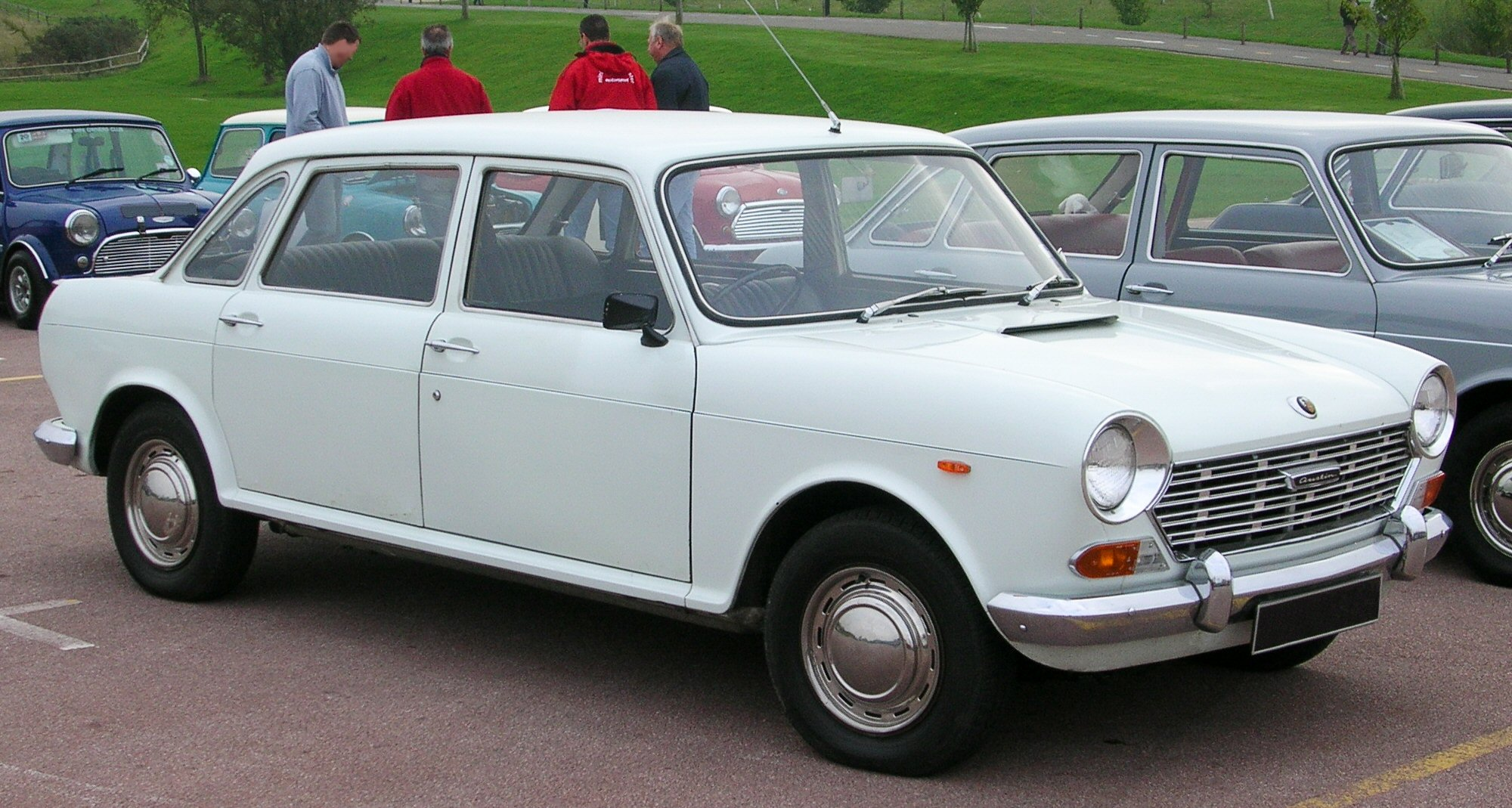
オースチン・1800

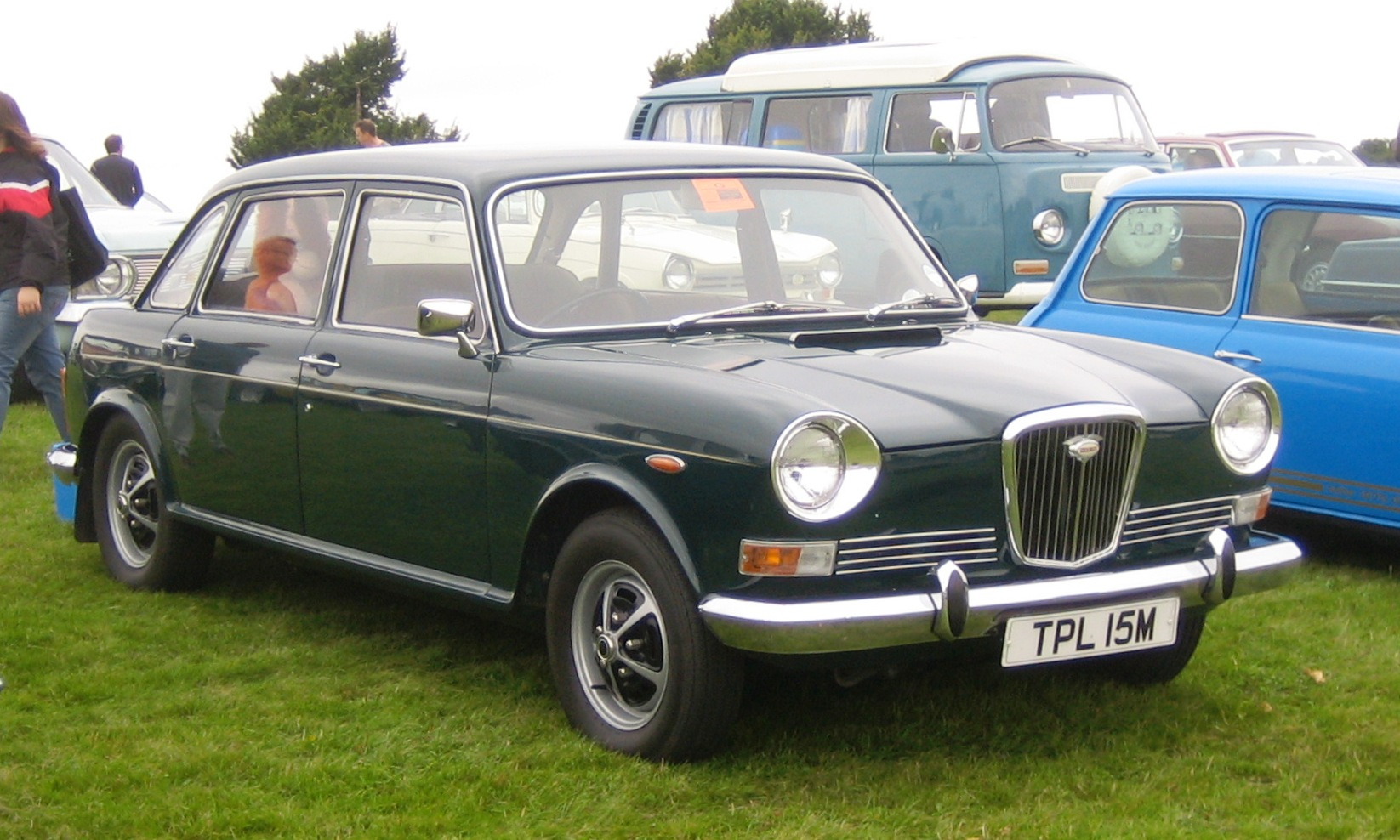
ウーズレー・6

BMC・ADO17はイギリスの自動車メーカー・ブリティッシュ・モーター・コーポレーション（BMC）、1968年以降はブリティッシュ・レイランド・モーター・コーポレーション（BLMC）が1964年から1975年まで生産した中型乗用車である。ADO17とは「Austin Drawing Office Project No.17」を意味する。ADO15に当たるミニ、モーリス・1100などの名称で生産されたBMC・ADO16に続く前輪駆動車として開発され、1965年の第2回ヨーロッパ・カー・オブ・ザ・イヤーを受賞したが、商業的には前2者ほどの成功を収められなかった。非常にホイールベースが長い独特のスタイルから、英国では 'Landcrab'（陸上の蟹）というニックネームが付けられている。
英国民族資本メーカーの寄り合い所帯であったBMCの車種統合政策のもと、3つのブランド・車名で生産された。当初デビューしたのはオースチン・1800であったが、1966年にモーリス・1800、続いて1967年にウーズレー・18/85が追加され、それぞれオースチン・A60・ケンブリッジ、モーリス・オックスフォードV、ウーズレー・16/60のいわゆるBMC・"ファリーナ"・サルーンと世代交代した。
設計はADO15・ADO16と同じくサー・アレック・イシゴニス（Sir Alec Issigonis)で、ボディデザインはADO16を手がけたイタリアの名門カロッツェリア・ピニンファリーナの作品である。4170 mmの全長に対して2690 mmという異例に長いホイールベース、本革シートや木目・クロームパーツが多用された上質な6ライトの広々としたキャビン、ADO15・16同様にバスのように寝かされたステアリングホイール、ADO16と共通のオイルを用いた前後関連式「ハイドロラスティック」サスペンション、バルブによって急制動時のブレーキ圧を前後に自動配分してタイヤのロックを防ぐ原始的なアンチロックブレーキの試みなど、多くの新しい試みが盛り込まれていた。エンジンはMGBなどと共通のBMC・Bタイプ1798 cc、80馬力であったが、当時としては異例に剛性の高い車体が1160 kgと重く、最高速度は147 km/hであった。
1968年にはマイナーチェンジを受けてMkIIに発展、フロントグリル変更、オースチンとモーリスのテールライトを縦型のフィン状のものから水平型に変更、異例に上質だった内装は常識的なものに改められた。1970年には85馬力の「S」モデルが追加された。
1972年には再度フロントグリルなどが変更されMkIIIとなったが、同時にそれまでオーストラリアで生産されていた6気筒エンジン版が本国でも生産されることとなり、オースチン・2200、モーリス･2200、ウーズレー・シックスとして追加された。
ADO17は1975年にオースチン/モーリス・18-22ならびにウーズレー･2200が登場するまで生産された。生産台数はオースチン・1800/2200が約221,000台、モーリス・1800/2200が約105,000台、ウーズレー・18/85が35,597台、ウーズレー・シックスが25,214台であった。中型車市場は大衆車市場より保守的で、しかも寸法的に余裕があることから卓越した空間有用性はさほど強力な武器とはならなかったし、オートマチック・トランスミッションなどの初期故障が信頼性に乏しい車という印象を作ってしまったことも一因となっている。